# فايد أحمد العمروسي
فايد أحمد فايد العمروسي (1906 - 1976م/ 1396-1324هـ) هو شاعر مصري. كان صديقًا لسيد قطب.

## سيرته
ولد في قرية عمروس. التحق بالمدرسة الابتدائية، ثم بالثانوية بمركز الشهداء، ثم التحق بدار العلوم العليا بالقاهرة وتخرج فيها عام 1932. عُيّن معلمًا بالمدارس الإلزامية بالقاهرة، ثم نقل إلى بني سويف ومنها إلى سوهاج (1937)، ثم عاد إلى القاهرة. وترقى في وظائف التعليم: حيث عمل موجهًا، ثم مديرًا في الإدارة التعليمية، ثم سافر في بعثة إلى فرنسا، كما عمل ملحقًا ثقافيًا بسفارة مصر في كل من أثينا ووارسو، وهناك عمل أستاذًا لمنهج اللغة العربية حتى عاد إلى مصر (1969). وتوفي في القاهرة.

## أعماله
- ديوان «ألحان الألم» - مطبعة صادق - المنيا 1937
- قصيدة بعنوان: «الناي المحطم» نشرت ضمن كتاب (م. ع. الهمشري حياته وشعره).

وله قصائد منشورة في صحف ومجلات عصره منها:
- «أناشيد المنشدات» - جريدة الإنذار - العدد 346 - القاهرة 1933،
- «قسوة» و«بريشة الشاعر» - مجلة أبولو - القاهرة (مايو 1933 - مارس 1934)
- «إلى طائر» - مجلة الرسالة - عدد (66) - القاهرة أكتوبر 1934
- «حيارى» - مجلة الأسبوع - عدد (30) - القاهرة 1938.
- «إلى الفتاة العربية» - ضمت إلى المقرر الدراسي للصف السادس الابتدائي سنة 1959.[2]

## وصلات خارجية
- فايد العمروسي، مؤسسة عبد العزيز سعود البابطين الثقافية.